# Emily Warfield
Emily Hope Warfield (Los Angeles, 10 agosto 1972) è un'attrice statunitense.
Dal 1991 è sposata con Richard Scott Wiese da cui ha avuto tre figli.

## Filmografia parziale
- L'uomo della luna (The Man in the Moon), regia di Robert Mulligan (1991)
- La troviamo a Beverly Hills (Calendar Girl), regia di John Whitesell (1993)
- La signora in giallo (Murder, She Wrote) - serie TV, episodio 10x04 (1993)

## Riconoscimenti
- Nomination agli Young Artist Awards 1992: Miglior attrice giovane non protagonista per L'uomo della luna